# Axyris
Axyris es un género de plantas fanerógamas con 12 especies descritas, pertenecientes a la familia Amaranthaceae.

## Taxonomía
El género fue descrito por Carlos Linneo y publicado en Species Plantarum 2: 979, en 1753.

## Especies
Comprende 7 especies aceptadas:
- Axyris amaranthoides L., 1753
- Axyris caucasica (Sommier y Levier) Lipsky, 1906
- Axyris hybrida L., 1753
- Axyris koreana Nakai, 1939
- Axyris mira Sukhor., 2011
- Axyris prostrata L., 1753
- Axyris sphaerosperma Fisch. y C.A.Mey., 1840